# Route nationale 94
Die Route nationale 94, kurz N 94, ist eine französische Nationalstraße.
Die Straße wurde 1824 in zwei Teilen zwischen Pont-Saint-Esprit und der italienischen Grenze am Col de Montgenèvre, wo sich seit 1928 die Strada Statale 24 nach Susa fortsetzt, festgelegt. Sie geht auf die Route impériale 113 zurück. Ihre Gesamtlänge betrug 244 Kilometer. Anfang des 20. Jahrhunderts wurde sie über die Trasse der N93, die sie unterbrach, bis zur Einmündung der N75 verlängert, da die N93 zweigeteilt wurde. Dabei stieg die Gesamtlänge um 8 Kilometer. 1947 wurde sie durch Grenzverschiebungen nach dem Zweiten Weltkrieg etwas verlängert, da die neue Grenzführung am italienischen Ort Cavaliere etwas östlich des Passes gelegt wurde. Mit dem Bau des Stausees Lac de Serre-Ponçon erfolgte eine Verlegung der N 94 auf einen Teil der Trasse der N 94C sowie einer Neubaustraße. Dabei verringerte sich die Länge um 3 Kilometer. 1973 wurde sie zwischen Pont-Saint-Esprit und Gap abgestuft. 2006 wurde der Abschnitt von Pont-Saint-Esprit bis zur Nationalstraße 7 Lamotte-du-Rhône als Teil der Nationalstraße 86 aufgestuft.

## Seitenäste

### N 94a
Die Route nationale 94A, kurz N 94A oder RN 94A, war ein Seitenast der N 94, der 1933 durch Umwidmung der N 93A entstand. Die Länge betrug 4 Kilometer. 1973 wurde die Straße zur Departementsstraße 994A abgestuft. Ursprünglich handelt es sich um die Trasse der N93.

### N 94b
Die Route nationale 94B, kurz N 94B oder RN 94B, war ein Seitenast der N 94, der 1933 ab Veynes als Verbindung zur Nationalstraße 75 in Pont La Dame festgelegt wurde. Die Länge betrug 6,5 Kilometer. 1973 wurde die Straße zur Departementsstraße 994B abgestuft.

### N 94c
Die Route nationale 94C, kurz N 94C oder RN 94C, war ein Seitenast der N 94, der 1933 als nördliche, kürzere Alternativstrecke der N 94 zwischen Chorges und Le Trubaneau festgelegt wurde. Es handelte sich dabei um die aufgestufte Gc 31. 1961 wurde ein Teil der Straße zur N 94, die in diesem Bereich wegen des Aufstauens des Serre-Ponçon verlegt werden musste. Der restliche Teil wurde abgestuft.

### N 94d
Die Route nationale 94D, kurz N 94D oder RN 94D, war ein Seitenast der N 94, der 1933 als Paralleltrasse östlich der Durance zwischen Embrun und bei Saint-Clément-sur-Durance festgelegt wurde. Die Straße war 17,5 Kilometer lang und wurde 1973 zur Departementsstraße 994D abgestuft.

### N 94e
Die Route nationale 94E, kurz N 94E oder RN 94E, war ein Seitenast der N 94, der 1933 als Anbindung von Ailefroide an die N 94 festgelegt wurde. 1973 wurde die 18 Kilometer lange Straße zur Departementsstraße 994E abgestuft.

### N 94f
Die Route nationale 94F, kurz N 94F oder RN 94F, war ein Seitenast der N 94, der 1933 eine Verbindung zwischen einer Straßenkreuzung mit der Nationalstraße 91 nach Saint-Chaffrey von Briançon aus herstellte. Durch eine Verlaufsänderung der N 91 im Jahr 1938 wurde die Straße verkürzt. 1973 erfolgte die Abstufung zur Departementsstraße 994F. 2006 erfolgte eine Änderung der Nummer zur D 1091 aufgrund der Abstufung der N 91, deren Parallelstraße zu einer Kommunalsstraße umgewidmet wurde.

### N 94g
Die Route nationale 94H, kurz N 94H oder RN 94H, war ein Seitenast der N 94, der 1933 zur Anbindung von Névache durch das Vallée de la Clarée festgelegt wurde. 1973 wurde die 19 Kilometer lange Straße zur Departementsstraße 994G abgestuft.

### N 94h
Die Route nationale 94H, kurz N 94H oder RN 94H, war ein Seitenast der N 94, der 1969 als ein großer Kreisverkehr (Rond-point des Portes de Provence) im Norden von Bollène in Verbindung mit der Anschlussstelle 19 der Autobahn 7 entstand. 1973 wurde die Straße ein Teil der D 994.

## N 2094
Die Route nationale 2094, kurz N 2094 oder RN 2094, wurde als Nummer für ehemalige Ortsdurchfahrten der N 94 verwendet, als diese auf Umgehungsstraßen gelegt wurde. Alle Abschnitte wurden 2006 abgestuft. Die Strecke von Embrun und Saint-Blaise-Chamandrin wurde zur Kommunalsstraße, die Trasse durch Saint-Martin-de-Queyrières zur D 36C und die Ortsdurchfahrt von Châteauroux-les-Alpes zur D 994H abgestuft.